# 중앙 성청 개편
중앙 성청 개편(일본어: 中央省庁再編 추오 쇼초 사이헨[*])은 일본 정부가 2001년 1월 6일 중앙 부처를 개편 및 통합한 사건을 말한다.
할거주의에 의한 폐해를 없애고 내각의 기능을 강화하며 사무와 사업을 감량하고 효율화하는 것 등이 목적이었다. 「중앙 성청 등 개혁 기본법」에 근거하여 기존의 1부 22성청을 1부 12성청으로 개편했다.

## 1부 22성청에서 1부 12성청으로
기존의 총리부는 여러 사무를 이관받아 내각부로 바뀌었고 12성·10청은 10성·2청으로 통합됐다. 이때의 성청은 총리부와 내각부의 외국 중 기관장이 국무대신으로 규정된 위원회와 청을 포함하며 그 외의 기관은 포함하지 않는다.
중앙 성청 개편 전의 1부 22성청
- 부: 총리부
- 성: 법무성, 외무성, 대장성, 문부성, 후생성, 농림수산성, 통상산업성, 운수성, 우정성, 노동성, 건설성, 자치성
- 청: 국가공안위원회, 금융재생위원회, 총무청, 홋카이도 개발청, 방위청, 경제기획청, 과학기술청, 환경청, 오키나와 개발청, 국토청

중앙 성청 개편 후의 1부 12성청
- 부: 내각부
- 성: 총무성, 법무성, 외무성, 재무성, 문부과학성, 후생노동성, 농림수산성, 경제산업성, 국토교통성, 환경성
- 청: 국가공안위원회, 방위청

## 신설된 성청과 전신
굵은 글씨는 신설되었거나 명칭을 변경한 성청이다.
| 신설된 성청 | 전신                                                              |
| ----------- | ----------------------------------------------------------------- |
| 내각부      | ← 총리부, 경제기획청, 오키나와 개발청, 총무청(일부), 국토청(일부) |
| 총무성      | ← 총무청, 우정성, 자치성, 총리부(일부)                            |
| 재무성      | ← 대장성                                                          |
| 문부과학성  | ← 문부성, 과학기술청                                              |
| 후생노동성  | ← 후생성, 노동성                                                  |
| 경제산업성  | ← 통상산업성                                                      |
| 국토교통성  | ← 운수성, 건설성, 국토청, 홋카이도 개발청                         |
| 환경성      | ← 환경청                                                          |

## 폐지된 성청과 후신
굵은 글씨는 국무대신을 장으로 하던 부·성·청·위원회다.
| 폐지된 성청             | 폐지된 성청                                                     | 후신                                              |
| ----------------------- | --------------------------------------------------------------- | ------------------------------------------------- |
| 총리부                  | 총리부                                                          | → 내각부(일부는 총무성으로)                       |
|                         | 공정거래위원회                                                  | → 총무성의 외국으로                               |
| 국가공안위원회          | → 내각부의 외국으로                                             |                                                   |
| 공해등조사위원회        | → 총무성의 외국으로                                             |                                                   |
| 금융재생위원회 - 금융청 | → 금융청에 통합하여 내각부의 외국으로                           |                                                   |
| 궁내청                  | → 내각총리대신 관할 기관에서 내각부로                           |                                                   |
| 총무청                  | → 총무성 (일부는 내각부로)                                      |                                                   |
| 홋카이도 개발청         | → 국토교통성                                                    |                                                   |
| 방위청 - 방위시설청     | → 내각부의 외국으로 - → 방위청의 기관으로서의 내각부의 외국으로 |                                                   |
| 경제기획청              | → 내각부                                                        |                                                   |
| 과학기술청              | → 문부과학성 (일부는 내각부로)                                  |                                                   |
| 환경청                  | → 환경성                                                        |                                                   |
| 오키나와 개발청         | → 내각부                                                        |                                                   |
| 국토청                  | → 국토교통성 (방재관련 부서는 내각부로)                         |                                                   |
| 대장성                  | 대장성                                                          | → 재무성                                          |
| 문부성                  | 문부성                                                          | → 문부과학성                                      |
| 후생성                  | 후생성                                                          | → 후생노동성                                      |
| 통상산업성              | 통상산업성                                                      | → 경제산업성                                      |
| 운수성                  | 운수성                                                          | → 국토교통성                                      |
| 우정성                  | 우정성                                                          | → 총무성 (우정관계부서의 대부분은 우정사업청으로) |
| 노동성                  | 노동성                                                          | → 후생노동성                                      |
| 건설성                  | 건설성                                                          | → 국토교통성                                      |
| 자치성                  | 자치성                                                          | → 총무성                                          |